# Katarine Salian-Manoukian

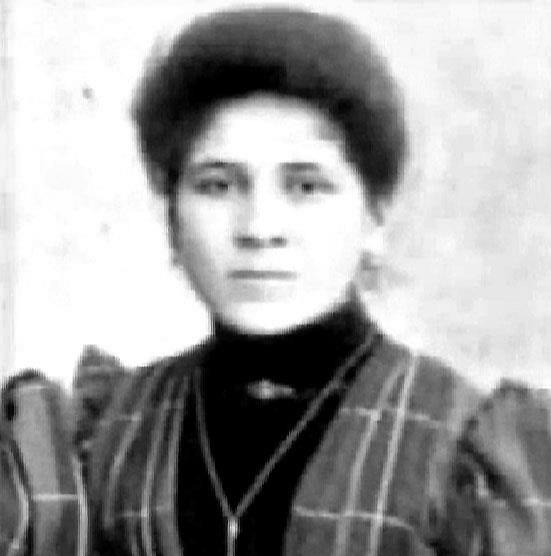
Katarine Salian-Manoukian

Katarine Salian-Manoukian (armenisch Կատարինե Զալյան-Մանուկյան; † 1965 in Moskau) war eine armenische Politikerin. Sie gehörte zu den ersten drei Frauen im 80-köpfigen Parlament der kurzlebigen Demokratischen Republik Armenien.

## Leben
Katarine Salian war Krankenschwester und widmete sich der Unterstützung von Waisen und Flüchtlingen. In einem der Waisenhäuser traf sie den Lehrer und Revolutionär Aram Manoukian, der 1915 einige Monate provisorischer Gouverneur der Republik Van war. Sie heirateten 1917 in Jerewan und bekamen eine Tochter mit Namen Seda. Sie war vier Monate alt, als ihr Vater starb.
Während des Kaukasusfeldzugs koordinierte Salian-Manoukian im Mai 1918 den Einsatz der freiwilligen Helferinnen in den Lazaretten während der Schlachten von Sardarapat, Bash Abaran und Kara Kilise.
Am 28. Mai 1918 wurde die erste Republik Armenien unabhängig. Ihr Ehemann Aram Manoukian wurde im November 1918 Innen-, Arbeits- und Verteidigungsminister des Landes. Im folgenden Monat erkrankte er an Typhus, infiziert hatte er sich in einem Flüchtlingslager. Salian-Manoukian wurde am 29. Januar 1919 Witwe.
Die junge Republik gab sich das allgemeine Wahlrecht für Männer und Frauen über 20 Jahren. Da es im zaristischen Russland keine starke Frauenwahlrechtsbewegung gegeben hatte, waren es armenische Migranten, die diese Idee aus Westeuropa mitbrachten. Salian-Manoukian gehörte den Daschnaken an und wurde mit zwei anderen Frauen am 21. und 23. Juni 1919 zur Abgeordneten gewählt. Im 80-köpfigen Parlament war sie Mitglied des Gesundheitskomitees.
Am 29. November 1920 putschten sich armenische Bolschewiki unblutig an die Macht und riefen am 2. Dezember 1920 die Sowjetrepublik aus. Vier Tage später marschierte die 11. Armee der Roten Armee ein. In der Folge wurde die Armenische Sozialistische Sowjetrepublik ausgerufen, die im Dezember 1922 die Union der Sozialistischen Sowjetrepubliken (UdSSR) mitbegründete.
Salian-Manoukian gehörte zu den politischen Verfolgten der armenischen Bolschewiki. Sie ging nach Krasnodar, kehrte aber 1927 in die Armenische SSR zurück, als sie hörte, dass dort Mangel an Ärzten herrschte. Sie starb 1965 in Moskau.